# Leden, Raseborg
Leden är ett sund i Finland. Det ligger i Raseborg i landskapet Nyland, i den södra delen av landet, 80 km väster om huvudstaden Helsingfors.
Leden ligger mellan Degerölandet i norr och Torsö i söder. Det ansluter till Grobbfjärden i väster och Boxströmmen i öster. Leden är en del av inre leden, en inomskärsfarled från Lappvik i Hangö till Barösund.